# Истису (источник)
Истису (азерб. İstisu) — термальный источник, расположенный в Масаллинском районе Азербайджана в 15 километрах к западу от города Масаллы.
Источник расположен на берегу реки Виляшчай на склоне горы Домбалов на высоте 1650 метров над уровнем моря. Температура воды — около 69° C. Минерализация воды — 14,5 г/л.
В воде Истису содержатся сероводород, хлорид натрия, кальций, гидрокарбонат магния и 30 мг/л йода. На Истису находится санаторий "Фатимеи-Захра", в 1971 году получивший статус здравницы всесоюзного значения. Воды источника используются для лечения ревматизма, радикулита, кожных заболеваний, болезней почек.